# Autoodi cultural
En els camps dels estudis culturals i de l'antropologia social, l'autoodi cultural (en anglès cultural cringe) és una expressió que s'utilitza per referir-se a un complex d'inferioritat interioritzat en una situació de regressió cultural, social o lingüística, on la gent rebutja la seva pròpia cultura com a inferior en comparació amb altres cultures. En antropologia, l'autoodi en presència de regressió cultural està relacionada amb el concepte de mentalitat colonial (creença d'inferioritat). A nivell personal, l'autoodi cultural també es manifesta com una alienació cultural.

## Orígens
El terme "cultural cringe" va ser encunyat a Austràlia després de la Segona Guerra Mundial pel crític i comentarista social de Melbourne Arthur A. Phillips, i es va definir en un influent i molt controvertit assaig del mateix nom a l'edició d'estiu de 1950 de la revista literària Meanjin. Va explorar els sentiments d'inferioritat arrelats contra els quals lluitaven els intel·lectuals locals i que es van manifestar més clarament al teatre, la música, l'art i les lletres australians. Les implicacions d'aquestes idees s'aplicaven potencialment a totes les antigues nacions colonials, i l'assaig es reconeix ara com una pedra angular en el desenvolupament de la teoria postcolonial a Austràlia. En essència, Phillips va assenyalar que el públic va assumir àmpliament que qualsevol cosa produïda per dramaturgs, actors, músics, artistes i escriptors locals era necessàriament deficient en comparació amb les obres dels seus homòlegs europeus i americans. Les úniques maneres en què els professionals de les arts locals podien construir-se en l'estima pública era seguir les modes a l'estranger o, més sovint, passar un període de temps treballant a Gran Bretanya.

### Exemples
Al Brasil, la frase "complexo de vira-lata" (el "complex del mestís") denota el mateix fenomen. S'ha atribuït al dramaturg i periodista Nelson Rodrigues a la dècada de 1950. El terme s'evoca sovint per criticar actituds de qualsevol brasiler cap a una cultura o una política estrangera, considerades submises i auto-desestimades.
Molts comentaristes culturals al Canadà han suggerit que un procés similar també té lloc en aquest país. Gairebé totes les indústries culturals canadenques, incloses la música, el cinema, la televisió, la literatura, l'art visual i el teatre, han hagut de lluitar fins a cert punt contra la percepció del públic canadenc que les obres canadenques en aquests camps eren menys importants o dignes que les obres americanes o britàniques, o etiqueten casos concrets del fenomen amb termes satírics com ara "l'hora del castor" (beaver hour).
A la República Dominicana, el terme "complex de Guacanagarix" s'utilitza per als dominicans que expressen actituds negatives cap a la seva terra natal després de viatjar a l'estranger. El terme prové de Guacanagarix, un cacic (cap tribal) del poble dels taïnos que es considerava massa acollidor cap a Cristòfor Colom i els exploradors europeus.
Es diu que els neozelandesos històricament han patit un enfonsament cultural, que s'ha anat esvaint en els últims anys. L'accent anglès a Nova Zelanda ha estat influenciat per una crisi cultural des dels anys 1900, però també està disminuint en els darrers anys.
El terme "Scottish cringe" també és àmpliament utilitzat a Escòcia per fer referència a un rebuig de l'accent escocès en la parla anglesa, però també en termes més generals, a un rebuig lingüístic i cultural escocès. El primer ministre escocès Jack McConnell l'emprà en relació amb el menyspreu d'Escòcia per la lliure empresa.

### El cas del català
En sociolingüística catalana, s'utilitza el terme «autoodi» per referir-se a un sentiment històric d'inferioritat cultural i lingüística del català en relació a altres llengües, especialment al castellà i al francès. Aquest fenomen és sovint alimentat per qüestions ideològiques i de sentiment d'identitat nacional. Arran d'això, el concepte d'autoodi cultural ha estat especialment present en el debat catalanista dins l'independentisme català.

## Connexió amb l'alienació cultural
L'autoodi cultural està estretament relacionat amb l'alienació cultural, el procés de devaluació o abandonament de la pròpia cultura o fons cultural. Una persona que està alienada culturalment dóna poc valor a la seva cultura pròpia o d'acollida i, en canvi, n'alimenta una -sovint imposada- per una nació colonitzadora. Els teòrics postcolonials Bill Ashcroft, Gareth Griffiths i Helen Tiffin vinculen l'alienació amb una sensació de desplaçament o descol·locació que senten alguns pobles (especialment els de cultures immigrants) quan busquen els seus valors en una nació llunyana. Les societats culturalment alienades sovint mostren un dèbil sentit de la pròpia identitat cultural i es valoren poc a si mateixes. Les persones alienades culturalment també mostren poc coneixement o interès en la història de la seva societat d'acollida, sense donar cap valor real a aquests temes.
La qüestió de l'alienació cultural ha portat als sociòlegs australians Brian Head i James Walter a interpretar l'autoodi cultural com la creença que el propi país ocupa un "lloc cultural subordinat a la perifèria" i que "s'estableixen estàndards intel·lectuals i les innovacions es produeixen en altres llocs". Com a conseqüència, una persona que té aquesta creença s'inclina a devaluar la vida cultural, acadèmica i artística del seu propi país, i a venerar la cultura "superior" d'un altre país colonitzador.
L'historiador de l'art australià Terry Smith va desenvolupar i avançar un enfocament més sofisticat a les qüestions plantejades per aquesta regressió cultural, tal com ho senten els professionals artístics de les antigues colònies d'arreu del món, en el seu assaig "The Provincialism Problem".